# Salsola komarovii
Salsola komarovii es una planta anual originaria de China, Corea, Japón y Rusia oriental. Crece a una altura de 20 a 50 centímetros. Es cultivado como vegetal; las hojas y los brotes jóvenes son comestibles. En japonés  es conocido como okahijiki traducido como "alga de tierra".
En los últimos años está siendo muy utilizada en gastronomía por su curioso sabor y textura.